# Барух из Шклова
Бару́х бен Яа́ков Шик из Шклова (Шкло́вер) (ивр. ברוך שיק משקלוב‎; род. 1744, Шклов — 1808, Слуцк?) — популяризатор науки в среде восточноевропейских евреев, писатель, переводчик и издатель книг на иврите. Ранний представитель Гаскалы (Еврейского Просвещения) в Восточной Европе.

## Биография
Борух Шик родился в городе Шклов (на территории Великого княжества Литовского в составе федеративного государства Речь Посполитая, ныне Беларусь) в семье потомственных раввинов, его дед по матери был один из самых видных раввинов XVIII века, автор книги ивр. «שאגת אריה» (Sha'agat arye, Рыканье льва)‎ Арье Лейб Гинцбург. Первоначальное раввинское образование Барух получил у своего отца, известного раввина, бывшего раввином Шклова около 20 лет. В 1764 году стал раввином и некоторое время работал судьёй (даян) в еврейском суде в Минске. Жажда знаний повела его в Западную Европу, он изучал медицину в Англии и получил врачебный диплом, в частности, овладел латынью, затем переехал в Берлин, где познакомился с многими деятелями Гаскалы, такими как Мозес Мендельсон, Давид Фридлендер и Нафтали Гирц Вессели(Визель).
В Берлине Шику попалась старинная рукопись книги XIV века по птолемеевской астрономии, геометрии и календарю ивр. «יסוד עולם» (Yesod Olam, Основа Мира)‎, и он её издал в 1777 году. В том же году появились собственные труды Шика по астрономии ивр. «עמודי שמים» (Amudei shama'im, Столпы небес)‎ и анатомии человека ивр. «תפארת אדם» (Tiferet adam, Великолепие человека)‎. Берлинские поборники гаскалы оказали большую поддержку писательской и издательской деятельности Шика, многие из них, в том числе и сам Мендельсон подписались заранее на будущие книги и помогали с финансированием. Поэт Вессели даже написал хвалебную поэму в честь книг Шика. Но через пять лет после отбытия Шика из Берлина, Вессели составил достаточно нелестный портрет польского раввина, отставшего от мировой культуры, где упоминаются книги Шика. В тот период (1784 год) берлинский кружок пытался использовать Соломона Маймона в качестве пропагандиста научных знаний на иврите, впрочем, безуспешно. Ещё позже, в 1789 году, снова с подачи Мендельсона, вышлo более успешное сочинение Менахема Мендла Лефина ивр. «מודע לבינה» (Moda le-Bina, Знание для понимания)‎. Во всех трёх случаях Мендельсон поддерживал перевод научных книг на иврит с целью просвещения евреев Восточной Европы, причём это направление, видимо, было намечено при знакомстве с Шиком. В отличие от Маймона и Фридлендера, Шик остался ортодоксальным евреем, в его книгах встречается, например, критика Азарии де Росси за недостаточно точное следование представлениям Мудрецов Талмуда о природе. В отличие от Маймона Шик вернулся в 1778 году из Берлина в родную Польшу.

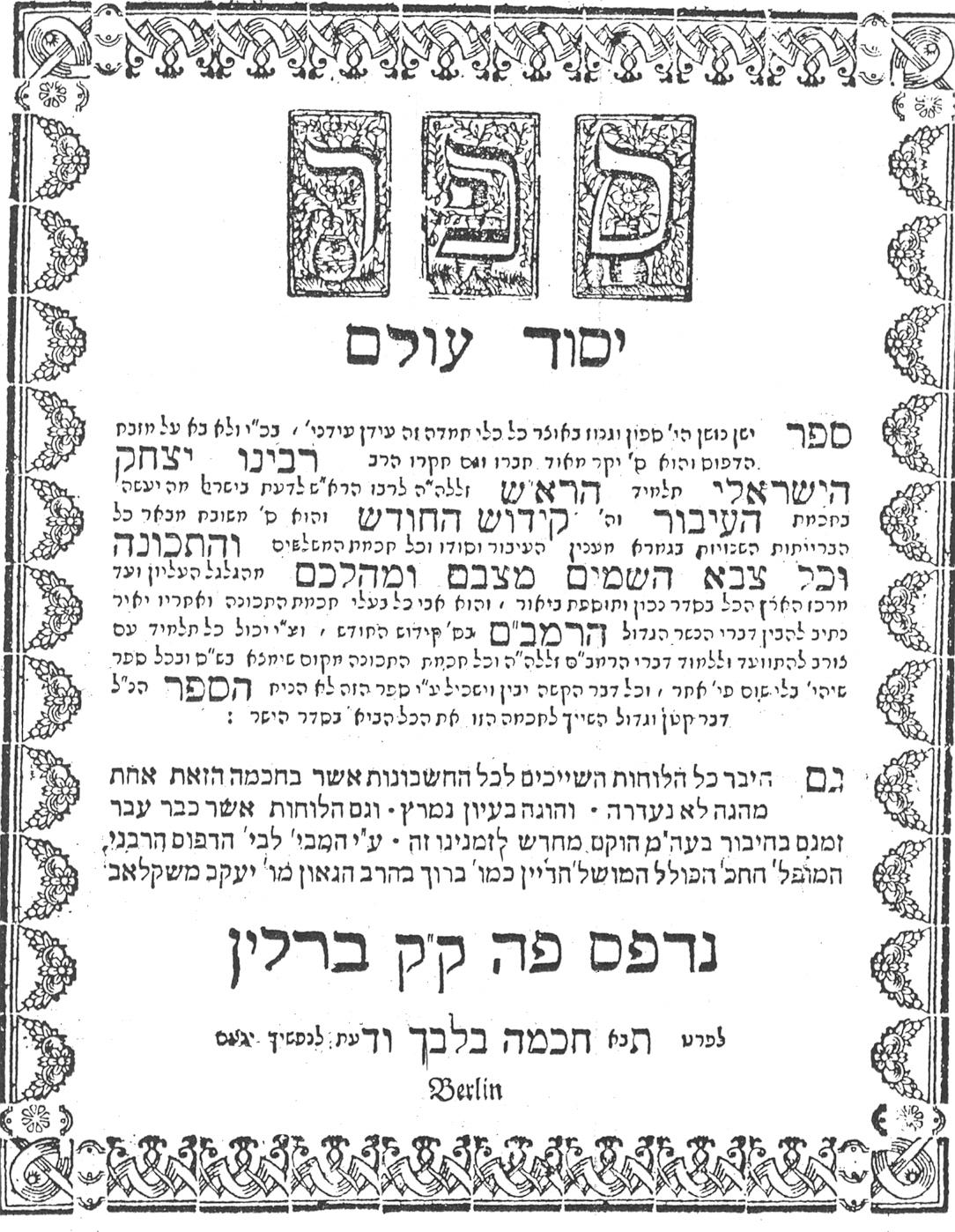
Обложка книги «Yesod Olam» (« Основа Мира»)

Медицинские сочинения Шика основывались на латинских книгах, иногда они бывали устаревшими, а иногда он показывал знание новейших достижений. Так, он не знал системы кровообращения, хоть она и была открыта там, где учился Шик — Уильямом Гарвеем в Англии, но знал про использование микроскопа в медицинских исследованиях в трудах Марчелло Мальпиги и открытие лимфатической системы Улофом Рудбеком. В отличие от предшествующих еврейских учёных, таких как Давида Ганса и Йосефа Дельмедиго, Шик не упоминает в ранних трудах о системе Коперника, но много цитирует научные латинские книги таких авторов, как Джероламо Кардано по медицине и Франсуа Виета по астрономии. В книгах Шика ощущается также влияние каббалы, особенно при изучении анатомии человека: 
Внутри человека заключены ключи к тайне Бога, как сказано «И в плоти своей я увижу Бога». Бог создал человека по своему образу и подобию, так что человек может из познания самого себя постичь тайны и приобрести знания о Творце.
 Шик цитировал антропоморфные пассажи из книги «Зогар» при обсуждении деталей анатомии, так, лёгкие относились к одной паре каббалистических «сфирот», почки — к другой, мозг соответствовал высшей из «сфирот» кетер (корона), в чём определённо сказывается влияние Моше Хаима Луцатто, упоминаемого Шиком.

В 1778 году Шик прибыл в Вильну для знакомства с Виленским гаоном и получения его одобрения. После этого Шик издал перевод части книг Эвклида на иврит (1780 год), а также перевёл с английского пособие по алгебре, геометрии и тригонометрии ивр. «קנה מדה» (Kne Mida, Единицы измерения)‎ (1784 год). Последняя книга получила несколько сдержанное и краткое одобрение известного раввина и специалиста по галахе (еврейскому закону) Йехезкеля Ландау, для чего ездил в Прагу в 1783 году. В предисловии к переводу Эвклида Шик пересказал беседу с Гаоном, который рекомендовал переводить побольше научных книг на иврит. В том же предисловии содержится наиболее известное высказывание Шика, в котором он передаёт слова Гаона:
Я слышал сам из его святых уст, что каждый изъян в знании наук приведёт человека к ста изъянам в мудрости Торы, так как Тора и наука тесно связаны
 Некоторые другие свидетельства подтверждают отношение гаона к наукам, описыванное Шиком.
Купец и учёный еврей И. Цейтлин (1742—1822) создал нечто вроде малой академии в своём имении Устье близ города Черикова, где среди прочих действовал и Шик. По-видимому, он имел там лабораторию для научных занятий. Там же Шик написал книгу по личной гигиене ивр. «דרך ישרה» (Derekh Yashara, Прямой путь)‎. Под конец жизни, возможно, переехал в Слуцк, где был врачом князя Радзивилла.

В предисловии к переводу Эвклида Шик объяснил, какая мотивация стояла за его деятельностью по распространению научных знаний:
Они привели к тому, что народ Израиля грешил по отношению к наукам и был поражён слепотой. Они сделали народ Израиля посмешищем… Имя Божие оскверняется, когда язычники говорят нам, что мы глупая нация, а не нация мудрецов… Не таков был путь наших Мудрецов, никакая тайна, учение или наука не были скрыты от них.
 Многократно упоминамые насмешки над осталостью евреев, по всей вероятности, отражают собственный опыт автора в Берлине, когда выяснилось, что многие его знания, полученные годами труда, безнадёжно устарели, прежде всего незнакомство с системой Коперника. После Берлина Шик сузил круг предметов до математики и начал избегать извлечения научных фактов из старых еврейских книг, в том числе Талмуда и «Зогара». В предисловии к «Мере измерения» он пишет:
В наше время «науки» служат увеличению почета Торы. Они делают мудрецов Торы уважаемыми и почитаемыми в глазах народов и князей. Поэтому я решил прийти на помощь народу Израиля и поднять упавшую корону Иеуды.